# Jungle Speed
Jungle Speed es un juego de mesa creado por Thomas Vuarchex y Pierric Yakovenko en 1991, editado por sus autores en 1996, después por Week-end Games en 2000, y luego por Asmodée en 2002.

## Origen
Jungle Speed tiene su origen en un juego de cartas tradicional, en el que cuando aparecen dos naipes iguales los jugadores tienen que coger un objeto que hay en el centro de la mesa.

## Reglas del juego
El juego se compone de 80 cartas y un tótem. Las cartas representan diferentes símbolos repartidos en cuatro colores: amarillo, verde, naranja y violeta. Existen tres tipos de cartas especiales: flechas de colores, flechas hacia dentro y flechas hacia fuera. No se podrá tener cartas con flechas ni en el principio ni en el final si eso pasa el jugador que le ha pasado deberá ser castigando quedandose 10 cartas de cada jugador
Todas las cartas se reparten equitativamente entre los jugadores. Cada jugador mantiene sus cartas bocabajo. El tótem se coloca en el centro de la mesa. Los jugadores solo pueden utilizar una mano para coger el tótem y para levantar las cartas, la otra mano no pueden utilizarla en el desarrollo de la partida.
Los jugadores levantan sus cartas de una en una y por turnos, salvo en el caso de que aparezca la carta con las flechas hacia afuera.

### Duelo
Dos o más jugadores entran en duelo en los siguientes casos:
- Si tienen cartas con el mismo símbolo.
- Si, tras la aparición de una carta de flecha de colores, tienen cartas del mismo color.

Ganará el duelo aquel jugador que coja antes el tótem. El perdedor o perdedores de un duelo recibirán las cartas del vencedor que se encuetren boca arriba en la mesa.

### Castigo
El jugador se lleva todas las cartas sacadas por los jugadores y las cartas que estén bajo el tótem cuando:
- Coge el tótem cuando no debe o lo tira.
- Saca varias cartas a la vez.
- Coloca el tótem en el centro de la mesa boca abajo.

### Las cartas flechas
Existen tres tipos de cartas especiales:
- Flechas hacia dentro: Cuando aparece esta carta, todos los jugadores pueden ir a por el tótem. El jugador que lo coja primero deja debajo del tótem las cartas que tiene bocarriba.
- Flechas hacia fuera: Se cuentan tres segundos y todos los jugadores destapan una carta a la vez. Continua echando el jugador siguiente al que había echado la carta flechas hacia fuera.
- Flechas de colores: Cuando aparece esta carta, entran en duelo las cartas que sean del mismo color a partir de la nueva ronda. Esto solo se tiene en cuenta hasta que: alguien se lleve cartas, aparezca un flechas hacia dentro o sea tapada la carta. En el momento en el que la carta es tapada se vuelve a jugar por figuras, por lo que si hay dos cartas iguales cuando se tapa la carta hay un duelo. Si hay dos flechas de colores en juego se vuelve a figuras hasta que una es tapada y se vuelva a colores.

### El fin del juego
Un jugador gana la partida cuando se queda sin cartas.

## La expansión
Existe una expansión para Jungle Speed. Aporta otras 80 cartas con símbolos diferentes, muy parecidos a los originales, y dos nuevos tipos de cartas especiales. Por ejemplo la carta de las manos, cuando aparece esta carta los jugadores tienen que colocar sus manos encima del tótem sin tirarlo, el jugador que lo haga primero dará las cartas que tiene boca arriba al jugador que puso la mano en el tótem en último lugar.